# Abbaye de Boneffe
L'abbaye de Boneffe, située à Boneffe, près d'Éghezée dans la province de Namur (Région wallonne de Belgique), était une abbaye cistercienne de moniales fondée en 1227. Reprise par des moines en 1461, elle est fermée et supprimée lors de la Révolution française. Les moines sont dispersés.

## Chronologie
En 1227, l'abbaye de Boneffe est fondée par l'abbaye cistercienne de Clairvaux pour accueillir des moniales. L'Église abbatiale est consacrée en 1267.
En 1461, des moines remplacent les moniales.
De 1524 à 1533, une nouvelle église abbatiale est érigée.
En 1568, les gueux pillent et détruisent l'abbaye. Les moines se réfugient à Namur.
En 1579 ont lieu les premières tentatives de restauration des lieux conventuels et de la ferme abbatiale.
En 1589, les moines réintègrent l'abbaye et commencent sa restauration.
En 1796, l'abbaye est supprimée par le pouvoir révolutionnaire français.
(En 1837): Le dernier moine survivant, Dom Jérôme (Nicolas Minsart) meurt comme prêtre du diocèse de Namur

## Personnalité
- Nicolas-Joseph Minsart (1769-1837), dernier moine survivant de l'abbaye, curé de la paroisse Saint-Loup (Namur) est le fondateur de la congrégation des Sœurs de Sainte-Marie.

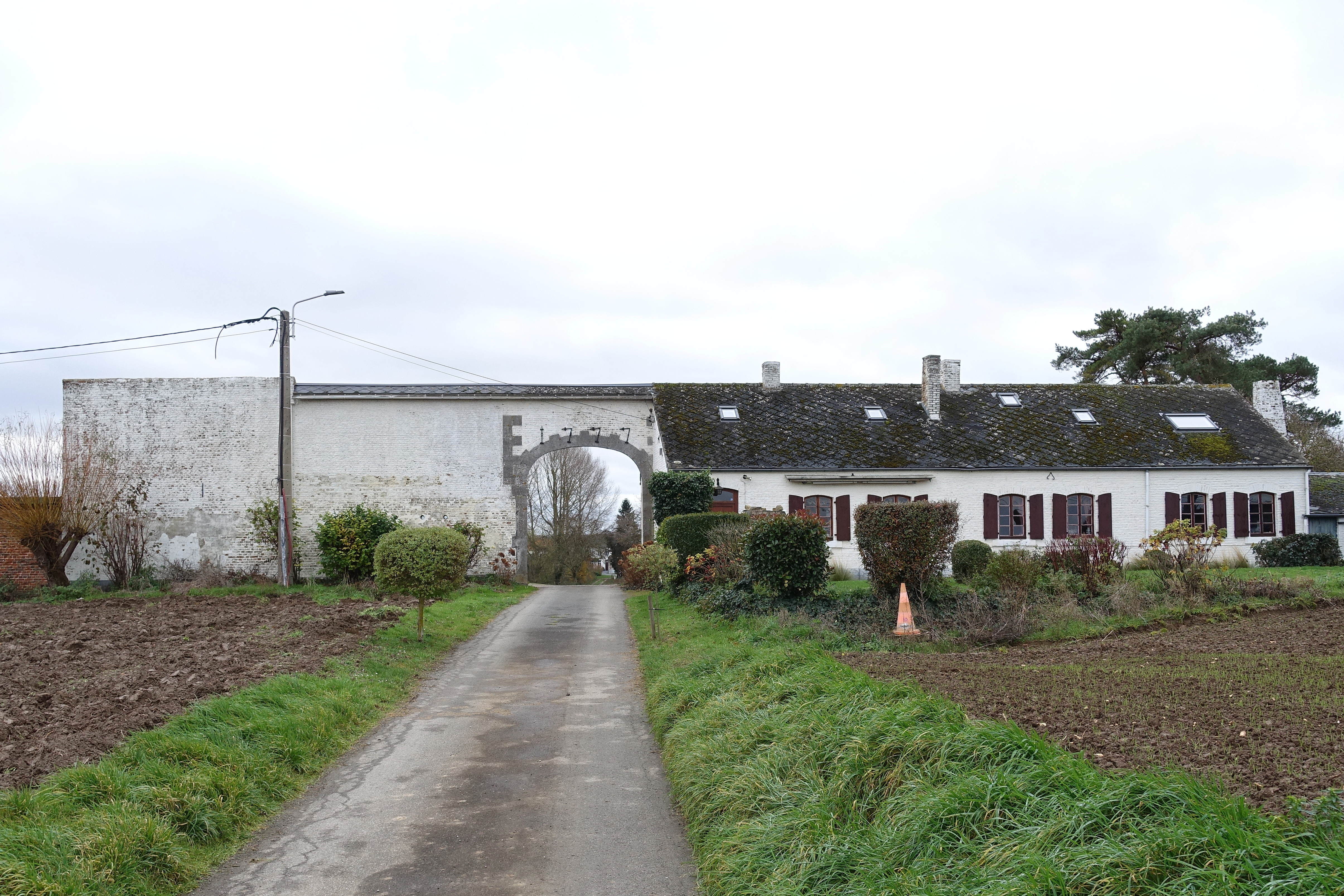
Portail d'accès de 1777
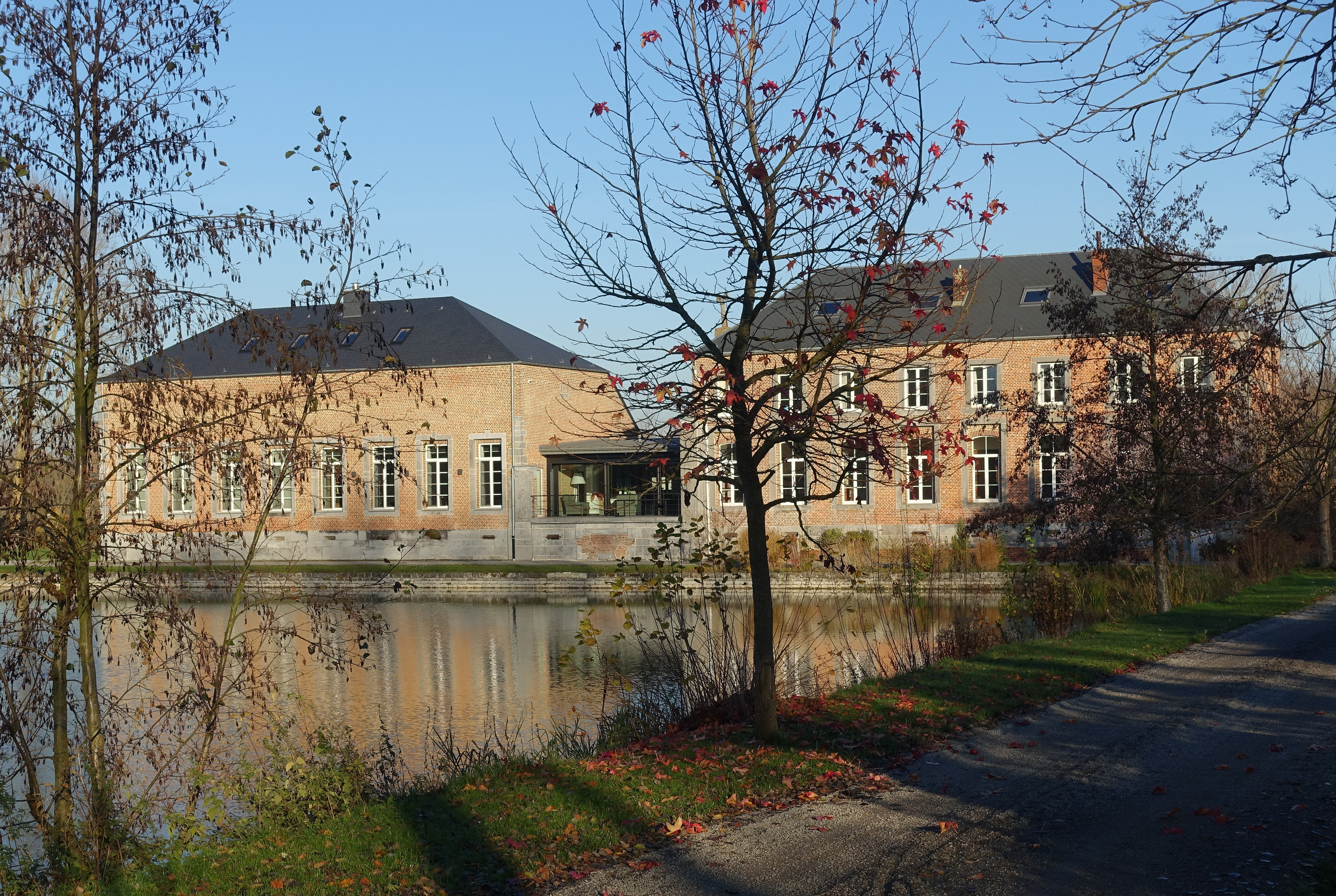
Aile principale de l'ancienne abbaye